# 黃金萬両
《黃金萬両》（英語：Golden Bowl），是香港電視廣播有限公司拍攝製作的古裝賀歲喜劇，由薛家燕領銜主演，並由曹永廉、麥美恩、黃子恆、朱智賢、馬貫東、江嘉敏、林漪娸及徐榮聯合演出，監製吳冠宇。
北美OTT由TVBAnywhere North America 1月22日起同步更新。台灣OTT由MyVideo全劇上架。

## 故事大綱
萬家拉麵傳人萬帥（曹永廉飾）、萬年（黃子恆飾）、萬世（馬貫東飾）在一街上各自經營自家麵店，造成惡性競爭，龍九（麥美恩飾）、霍小玉（朱智賢飾）及金枝（江嘉敏飾）妯娌之間也鬥氣不斷，身為一家之主的萬紫千紅（薛家燕飾）在先夫入夢後心生一計，在年三十帶回神秘木箱，衆人推斷木箱內藏着皇上御賜的「金大碗」，對木箱虎視眈眈，千紅遂決定在新年年初一至七期間，遵行各種過年習俗和傳統，觀察各房表現來決定「金大碗」花落誰家。

## 演員

### 萬家
| 演員           | 角色     | 暱稱／個人簡介 |
| 張武孝         |          | 萬大川之三叔 萬紫千紅之叔老爺 萬帥、萬年、萬世之三叔公 龍九、霍小玉、金枝之叔公老爺（第3集） |
| 姚亦澧（青年） | 萬大川   | 萬紫千紅之夫 萬帥、萬年、萬世之父 龍九、霍小玉、金枝之家翁 擅長舞獅和製作拉麵，設計了一支超高的舞獅樁，名為「一柱擎天」 已去世                                                                         |
| 李成昌         | 萬大川   | 萬紫千紅之夫 萬帥、萬年、萬世之父 龍九、霍小玉、金枝之家翁 擅長舞獅和製作拉麵，設計了一支超高的舞獅樁，名為「一柱擎天」 已去世                                                                         |
| 朱斐斐（青年） | 萬紫千紅 | 萬帥、萬年、萬世之母 龍九、霍小玉、金枝之家婆 於第8集成為余春嬌之乾姊 |
| 薛家燕         | 萬紫千紅 | 萬帥、萬年、萬世之母 龍九、霍小玉、金枝之家婆 於第8集成為余春嬌之乾姊 |
| 張晁誙（童年） | 萬 帥    | 萬家拉麵老闆 萬大川、萬紫千紅之長子 萬年、萬世之兄 龍九之夫 霍小玉、金枝之大伯 |
| 曹永廉         | 萬 帥    | 萬家拉麵老闆 萬大川、萬紫千紅之長子 萬年、萬世之兄 龍九之夫 霍小玉、金枝之大伯 |
| 麥美恩         | 龍 九    | 賭坊老闆之女 萬帥之妻 萬大川、萬紫千紅之長媳婦 萬年、萬世之大嫂 霍小玉、金枝之妯娌，互相針鋒相對，後和好 於第4集一度被青竹居士的符水毒啞，後在勇救霍小玉、金枝時恢復 於第8集結尾與霍小玉、金枝一同懷孕 |
| 徐祺澧（童年） | 萬 年    | 萬家拉麵老闆 萬大川、萬紫千紅之次子 萬帥之弟 萬世之兄 霍小玉之夫 龍九之二叔仔 金枝之二伯 患有哮喘 |
| 黃子恆         | 萬 年    | 萬家拉麵老闆 萬大川、萬紫千紅之次子 萬帥之弟 萬世之兄 霍小玉之夫 龍九之二叔仔 金枝之二伯 患有哮喘 |
| 朱智賢         | 霍小玉   | 苦力館大小姐 萬年之妻 萬大川、萬紫千紅之次媳婦 萬帥之二弟婦 萬世之二嫂 龍九、金枝之妯娌，互相針鋒相對，後和好 於第8集結尾與龍九、金枝一同懷孕                                                          |
| 王睿淳（童年） | 萬 世    | 萬家拉麵老闆 萬大川、萬紫千紅之幼子 萬帥、萬年之弟 金枝之夫 龍九、霍小玉之三叔仔 |
| 馬貫東         | 萬 世    | 萬家拉麵老闆 萬大川、萬紫千紅之幼子 萬帥、萬年之弟 金枝之夫 龍九、霍小玉之三叔仔 |
| 江嘉敏         | 金 枝    | 押店大小姐，兒時為窮家女 萬世之妻 萬大川、萬紫千紅之幼媳婦 萬帥、萬年之三弟婦 龍九、霍小玉之妯娌，互相針鋒相對，後和好 於第8集結尾與龍九、霍小玉一同懷孕                                               |
| 林漪娸         | 余春嬌   | 萬家廚娘／萬紫千紅之貼身侍婢 於第8集成為萬紫千紅之乾妹 |
| 胡俊軒（少年） | 張志明   | 萬家侍衛，武功高強 於第8集決定離開萬家外闖 |
| 徐 榮          | 張志明   | 萬家侍衛，武功高強 於第8集決定離開萬家外闖 |

### 其他演員
| 演員   | 角色     | 暱稱／關係                                                                              |
| 李天縱 | 如 意    | 萬家侍婢                                                                                |
| 阮 兒  | 吉 祥    | 龍九之侍婢                                                                              |
| 蔡菀庭 | 良 辰    | 霍小玉之侍婢                                                                            |
| 王虹茵 | 美 景    | 金枝之侍婢                                                                              |
| 何偉業 |          | 萬家大少拉麵伙計                                                                        |
| 霍健邦 | 光       | 萬家二少拉麵伙計                                                                        |
| 李嘉晉 |          | 萬家三少拉麵伙計                                                                        |
| 謝可逸 |          | 涼茶店店主                                                                              |
| 郭千瑜 |          | 海味店店主                                                                              |
| 冼子筠 |          | 生果店店主                                                                              |
| 秦啟維 |          | 清潔工                                                                                  |
| 王 菲  |          | 清潔工                                                                                  |
| 鄭健樂 |          | 咕喱頭                                                                                  |
| 陳榮峻 | 太史公   | 於第8集被萬紫千紅委託假裝主持萬氏兄弟離婚儀式，以迫使他們復合（第1、8集）               |
| 張韡騰 |          | 老闆（第1集）                                                                           |
| 蘇麗明 |          | 掃地大姐（第1集）                                                                       |
| 威廉陳 |          | 銀號掌櫃（第1集）                                                                       |
| 周嘉全 |          | 公子（第1集）                                                                           |
| 蔡誌恩 |          | 公子（第1集）                                                                           |
| 譚坤倫 |          | 公子（第1集）                                                                           |
| 鬼 塚  | 聶 問    | 舞獅高手 號稱「一代宗獅」（第2集）                                                      |
| 黃煒溏 | 梓 丹    | 舞獅高手（第2集）                                                                       |
| 冼灝英 | 晁 偉    | 舞獅高手（第2集）                                                                       |
| 陳戩浩 |          | 徒弟（第2集）                                                                           |
| 何晉樂 |          | 徒弟（第2集）                                                                           |
| 文竣瑋 |          | 徒弟（第2集）                                                                           |
| 陳勉良 |          | 檔主（第2集）                                                                           |
| 江富強 |          | 檔主（第2集）                                                                           |
| 煒 烈  | 青竹居士 | 解籤師傅，實為騙子 借祈福向龍九、霍小玉、金枝騙財 後被張志明制服，送往官府法辦（第4集） |
| 黃梓瑋 |          | 富夫人 青竹居士之同黨 介紹青竹居士給龍九、霍小玉、金枝認識 後被送往官府法辦（第4集）    |
| 曾慧雲 |          | 富夫人 青竹居士之同黨 介紹青竹居士給龍九、霍小玉、金枝認識 後被送往官府法辦（第4集）    |
| 關偉倫 |          | 老伯（第4集）                                                                           |
| 孖 八  |          | 逆子（第4集）                                                                           |
| 楊證樺 |          | 賭坊睇場（第4－5集）                                                                    |
| 方紹聰 | 金福安   | 金家寶之父 體弱多病 獲萬年及霍小玉送贈金耳環作財神禮物（第5集）                         |
| 林凱恩 |          | 金福安之妻 金家寶之母 獲萬年及霍小玉送贈金耳環作財神禮物（第5集）                       |
| 王瑋程 | 金家寶   | 金福安之子 獲萬年及霍小玉送贈金耳環作財神禮物（第5集）                                  |
| 崔錦棠 |          | 當鋪摺貨（第5集）                                                                       |
| 鄧永健 |          | 當鋪摺貨（第5集）                                                                       |
| 鄔嘉駿 |          | 咕喱（第5集）                                                                           |
| 湯之欣 |          | 街坊（第5集）                                                                           |
| 張盈悅 |          | 街坊（第5集）                                                                           |
| 許思敏 |          | 街坊（第5集）                                                                           |
| 蕭麗芠 |          | 街坊（第5集）                                                                           |
| 潘冠霖 |          | 街坊（第5、7集）                                                                        |
| 郭浩皇 |          | 街坊（第5、7集）                                                                        |
| 廖家爵 |          | 街坊（第5、7集）                                                                        |
| 關浩揚 |          | 街坊（第5、7－8集）                                                                     |
| 劉天龍 |          | 街坊（第5、7－8集）                                                                     |
| 羅 鴻  |          | 街坊（第5－6集）                                                                        |
| 區靄玲 |          | 婦人（第5集）                                                                           |
| 譚淑瑩 |          | 婦人（第5集）                                                                           |
| 陳熙蕊 | 小 翠    | （第5集）                                                                               |
| 魏惠文 |          | 收賣佬（第6集）                                                                         |
| 劉展霆 |          | 咕喱（第7集）                                                                           |
| 陳嘉俊 |          | 咕喱（第7集）                                                                           |
| 黃一鳴 |          | 咕喱（第7集）                                                                           |
| 宋懿芳 |          | 咕喱（第7集）                                                                           |
| 曾健明 |          | 老闆（第7集）                                                                           |
| 林浩文 |          | 公子（第7集）                                                                           |
| 羅永健 |          | 公子（第7集）                                                                           |
| 郭海楓 |          | 公子（第7集）                                                                           |
| 黃浩霆 |          | 公子（第7集）                                                                           |
| 蕭文諾 |          | 賭徒（第7集）                                                                           |
| 葉衍佑 |          | 賭徒（第7－8集）                                                                        |
| 吳綺珊 |          | 客人（第7集）                                                                           |
| 馮顯藝 |          | 客人（第7集）                                                                           |
| 吳洛汶 |          | 客人（第7集）                                                                           |
| 曾海昌 |          | 街坊（第7集）                                                                           |
| 章景恆 |          | 賭徒（第8集）                                                                           |

## 歌曲
| 類別   | 歌曲     | 作曲         | 填詞  | 編曲   | 監製   | 主唱                                                   |
| 主題曲 | 黃金萬両 | 廖原、徐洛鏘 | 楊 熙 | 徐洛鏘 | 徐洛鏘 | 薛家燕、曹永廉、麥美恩、黃子恆、朱智賢、馬貫東、江嘉敏 |

## 記事
- 2022年6月27日：此劇開拍。
- 2022年7月13日：此劇於13:30在將軍澳創新園駿才街77號電視廣播城古裝街舉行拜神儀式。
- 2022年8月28日：全劇殺青。
- 2023年1月18日：此劇於大埔林村許願樹舉行「玉免迎春福運來」宣傳活動。[5]
- 2023年1月25日：此劇於鑽石山龍蟠街3號荷里活廣場一樓明星廣場舉行「新春兔躍添新象」宣傳活動。[6]

## 軼事
- 此劇是薛家燕相隔八年再度拍賀歲劇。[7]

## 外部連結
- 《黃金萬両》北美TVB網上串流平台 免費點播！ （页面存档备份，存于）
- 《黃金萬両》一家同心勝萬金 - TVB Weekly （页面存档备份，存于）
- 新春賀歲劇《黃金萬両》金碗臨門 萬家迎新歲 - TVB Weekly （页面存档备份，存于）
- 豆瓣电影上《黃金萬両》的資料 （简体中文）

## 收視
每周收視列表：
| 集數 | 日期                   | 平均电视直播收視率 | 跨平台直播最高收視率 | 備註  |
| 1    | 2023年1月21日          |                    | 17.9點               | [ 1 ] |
| 2    | 2023年1月22日          |                    | 16.8點               | [ 2 ] |
| 3－7 | 2023年1月23日－1月27日 | 17.7點             | 20.2點               |       |
| 8    | 2023年1月28日          |                    | 17.9點               |       |
| 全劇 | 全劇                   |                    | 20.2點               |       |

## 獎項
| 年份 | 頒獎典禮             | 獎項                  | 入圍者                                                                   | 結果 |
| ---- | -------------------- | --------------------- | ------------------------------------------------------------------------ | ---- |
| 2024 | 萬千星輝頒獎典禮2023 | 最佳劇集              | 《黃金萬両》                                                             | 提名 |
| 2024 | 萬千星輝頒獎典禮2023 | 最佳女主角            | 薛家燕                                                                   | 提名 |
| 2024 | 萬千星輝頒獎典禮2023 | 最佳男配角            | 曹永廉                                                                   | 提名 |
| 2024 | 萬千星輝頒獎典禮2023 | 最佳男配角            | 黃子恆                                                                   | 提名 |
| 2024 | 萬千星輝頒獎典禮2023 | 最佳男配角            | 馬貫東                                                                   | 提名 |
| 2024 | 萬千星輝頒獎典禮2023 | 最佳女配角            | 麥美恩                                                                   | 提名 |
| 2024 | 萬千星輝頒獎典禮2023 | 最佳女配角            | 江嘉敏                                                                   | 提名 |
| 2024 | 萬千星輝頒獎典禮2023 | 飛躍進步男藝員        | 馬貫東                                                                   | 獲獎 |
| 2024 | 萬千星輝頒獎典禮2023 | 飛躍進步女藝員        | 林凱恩                                                                   | 提名 |
| 2024 | 萬千星輝頒獎典禮2023 | 最佳電視歌曲          | 黃金萬両（主唱：薛家燕、曹永廉、麥美恩、黃子恆、朱智賢、馬貫東、江嘉敏） | 提名 |
| 2024 | 萬千星輝頒獎典禮2023 | 馬來西亞最喜愛TVB劇集 | 《黃金萬両》                                                             | 提名 |

1. ↑  .   [2023-01-27]. （原始内容存档于2023-04-11）.
2. ↑  .   [2023-01-27]. （原始内容存档于2023-04-11）.